# Beriev MDR-5
Beriev MDR-5 (Morskoi Dalnii Razvyeedchik – Máy bay trinh sát tầm xa) (đôi khi còn gọi là Beriev MS-5) là một loại tàu bay ném bom/trinh sát tầm xa của Liên Xô, do viện thiết kế Beriev tại Taganrog phát triển.

## Quốc gia sử dụng
Liên Xô
- Hải quân Liên Xô

## Tính năng kỹ chiến thuật
Dữ liệu lấy từ 
Đặc tính tổng quan
- Kíp lái: 5
- Chiều dài: 15,88 m (52 ft 1 in)
- Sải cánh: 25 m (82 ft 0 in)
- Diện tích cánh: 78,5 m2 (845 foot vuông)
- Trọng lượng rỗng: 6.083 kg (13.411 lb)
- Trọng lượng cất cánh tối đa: 8.000 kg (17.637 lb)
- Động cơ: 2 × Tumansky M-87A kiểu động cơ piston, 710 kW (950 hp)  mỗi chiếc

Hiệu suất bay
- Vận tốc cực đại: 345 km/h (214 mph; 186 kn)
- Tầm bay: 2.415 km (1.501 mi; 1.304 nmi)
- Trần bay: 8.150 m (26.739 ft)

Vũ khí trang bị

- Súng: Súng máy 7,62mm (0.3in) ShKAS
- Bom: 1000kg (2204lb)